# Raza (censo de los Estados Unidos)
La raza, definida por la Oficina del Censo de los Estados Unidos y por la Oficina de Administración y Presupuesto (OMB), son las categorías autoidentificadas de raza o razas y etnias elegidas por los residentes, con las que se identifican más estrechamente, e indican si son hispanos. Origen latino (las únicas categorías para el origen étnico). Las categorías representan un constructo sociopolítico diseñado para la raza o razas que se consideran a sí mismas como existentes y "generalmente reflejan una definición social de raza reconocida en este país".
La OMB define el concepto de raza como está delineado en el censo estadounidense para tener en cuenta ambos conceptos de ascendencia y cultura. La raza y el origen étnico se consideran identidades separadas y distintas, con el origen hispano o latino como una pregunta separada. Por lo tanto, además de su raza o razas, todos los encuestados se clasifican por pertenencia a una de dos categorías étnicas, que son "hispanos o latinos" y "no hispanos ni latinos". Sin embargo, la práctica de separar "raza" y "etnicidad" como categorías diferentes ha sido criticada tanto por la Asociación Estadounidense de Antropología como por miembros de la Comisión de Derechos Civiles de EE. UU.
En 1997, la OMB emitió un aviso del Registro Federal con respecto a las revisiones de los estándares para la clasificación de datos federales sobre raza y etnia. OMB desarrolló estándares étnicos y de raza para proporcionar "datos consistentes sobre raza y etnicidad en todo el gobierno federal. El desarrollo de los estándares de datos se deriva en gran medida de las nuevas responsabilidades para hacer cumplir las leyes de derechos civiles". Entre los cambios, OMB emitió la instrucción de "marcar una o más razas" luego de notar evidencia de un número creciente de niños interraciales y querer capturar la diversidad de una manera medible y haber recibido solicitudes de personas que querían poder reconocer su o la ascendencia completa de sus hijos en lugar de identificarse con un solo grupo. Antes de esta decisión, el censo y otras recopilaciones de datos del gobierno pedían a las personas que reportaran solo una raza.

## Uso de los datos sobre raza y etnia
La OMB afirma que "muchos programas federales se implementan en función de los datos raciales obtenidos del censo decenal (es decir, promover la igualdad de oportunidades de empleo; evaluar las disparidades raciales en la salud y los riesgos ambientales). Los datos raciales también son fundamentales para la investigación básica detrás muchas decisiones políticas. Los estados requieren estos datos para cumplir con los requisitos legislativos de redistribución de distritos. Los datos son necesarios para monitorear el cumplimiento de la Ley de Derechos Electorales por parte de las jurisdicciones locales".
"Los datos sobre los grupos étnicos son importantes para poner en vigor una serie de estatutos federales (es decir, hacer cumplir las reglas electorales bilingües en virtud de la Ley de Derechos Electorales; monitorear y hacer cumplir la igualdad de oportunidades laborales en virtud de la Ley de Derechos Civiles). Los datos sobre grupos étnicos también son necesarios para gobiernos locales para ejecutar programas y cumplir con los requisitos legislativos (es decir, identificar segmentos de la población que pueden no estar recibiendo servicios médicos bajo la Ley de Salud Pública; evaluar si las instituciones financieras están satisfaciendo las necesidades crediticias de las poblaciones minoritarias bajo la Ley de Reinversión Comunitaria).

## Categorías raciales
Las clasificaciones raciales usadas por la Oficina del Censo se adhieren a la Notificación del Registro Federal de 30 de octubre de 1997 titulada "Revisiones a los Estándares para la Clasificación de Información Federal sobre Raza y Etnia" emitida por la OMB.
Las categorías de raza son:
- Amerindio o nativo de Alaska. Una persona con orígenes en cualquiera de los pueblos originarios del continente americano.
- Asiático. Una persona con orígenes en cualquiera de los pueblos originales del Extremo Oriente (China, Corea, Japón), el Sudeste Asiático (Vietnam, Camboya, Filipinas...), o el subcontinente indio (India, Pakistán, Bangladés, Sri Lanka).

- Afroamericano. Una persona con orígenes en cualquiera de los grupos raciales de África. Pueden ser los afroamericanos o los inmigrantes procedentes de ciertas zonas del Caribe con mayoría de etnia africana (como Haití o Jamaica).

- Polinesios, maoríes o isleños del Pacífico. Una persona con orígenes en cualquiera de los pueblos originales de Hawái, Guam, Samoa o cualquier otra isla del océano Pacífico.

- Caucásico. Una persona con orígenes en cualquiera de los pueblos originales de Europa, Oriente Medio, o el norte de África.

- Alguna otra etnia. Para incrementar la comparabilidad con ediciones anteriores el censo del 2010 planeaba quitar esa categoría.[14]

Adicionalmente, el año 2000, la Oficina del Censo permitió a los encuestados marcar más de una opción racial para satisfacer las necesidades de las personas que no son fácilmente clasificables dentro de una sola raza. Aquellos que lo hicieron fueron registrados como habiendo seleccionado "Dos o más razas".

## El censo de 2000
La principal novedad del censo de 2000 fue que a los encuestados se les permitió responder a una o más categorías raciales. Los datos muestran que casi siete millones de estadounidenses se identificaban a sí mismos como miembros de dos o más razas. Debido a estos cambios, la información del censo de 2000 sobre raza no es directamente comparable con los datos de los censos de 1990 o anteriores; lo que se debe tener en cuenta al estudiar la evolución de la composición racial de los Estados Unidos.
Las siguientes definiciones se aplican solamente para el censo de 2000.
- Blanco se refiere a personas con orígenes en cualquiera de los pueblos originales de Europa, Oriente Medio o África del Norte. Incluye a personas que indican su raza como "blanca" o entradas como irlandés, alemán, británico, iraquí, del Oriente Próximo, árabe, o polaco.

- Negro o afroamericano se refieren a personas con orígenes en cualquiera de los grupos raciales negros de África. Incluye a gente que indica su raza como "negro", "afroamericano", o registra entradas escritas tales como keniano, nigeriano o haitiano.

- Nativo americano y nativo de Alaska (AIAN) se refiere a personas con orígenes en cualquiera de los pueblos originales de Norteamérica y Sudamérica (incluyendo América Central) y que mantienen una afiliación tribal o lazo comunitario.

- Asiático se refiere a personas con orígenes en cualquiera de los pueblos originales del Extremo Oriente, Sudeste Asiático o el subcontinente indio incluyendo, por ejemplo, Bangladés, Camboya, China, India, Japón, Corea, Malasia, las Filipinas, Taiwán, Tailandia y Vietnam. Incluye "indoasiático", "chino", "filipino", "coreano", "japonés", "taiwanés", "vietnamita" y "otro asiático".

- Nativo hawaiano e isleño del Pacífico (NHPI) se refiere a una persona con orígenes en alguno de los pueblos originarios de Hawái, Guam, Samoa, y otras islas del Pacífico. Incluye a personas que indican su raza como "hawaiano", "guameño o chamorro", "samoano americano" e "isleño de otra isla del Pacífico."

- Alguna otra raza incluye todas las respuestas no incluidas en "blanco", "negro o afroamericano", "nativo americano o nativo de Alaska", "asiático" o "hawaiano e isleño del Pacífico" descritas antes.

- Dos o más razas se refiere a personas multirraciales. Gente que haya escogido registrar dos o más razas, ya sea marcando dos o más respuestas en las opciones de raza, escribiendo varias respuestas escritas, o por alguna combinación de opciones y respuestas escritas.

## Censo de 2010
El censo de 2010 incluyó cambios diseñados para distinguir más claramente la etnia hispana como no siendo una raza. Eso incluyó agregar la oración: "Para este censo, los orígenes hispanos no son razas". Además, los términos hispanos se modificaron de "hispano o latino" a "origen hispano, latino o español".
Aunque se usa en el censo y en la Encuesta sobre la comunidad estadounidense, "Alguna otra raza" no es una raza oficial, y la Oficina consideró eliminarla antes del censo de 2000. Como el formulario del censo de 2010 no contenía la pregunta titulada "Ascendencia" que se encuentra en censos anteriores, hubo campañas para lograr que los estadounidenses antillanos no hispanos, estadounidenses turcos, estadounidenses armenios, estadounidenses árabes e iraníes estadounidenses indicar su origen étnico o nacional a través de la pregunta de raza, específicamente la categoría "Alguna otra raza".
El Comité Interinstitucional ha sugerido que el concepto de marcar varias casillas se extienda a la cuestión del origen hispano, liberando así a las personas de tener que elegir entre las herencias étnicas de sus padres. En otras palabras, un encuestado podría elegir tanto "Hispano o Latino" como "No Hispano o Latino".

## Censo de 2020

Proporción de blancos estadounidenses en cada condado de los cincuenta estados, el distrito de Columbia y Puerto Rico según el censo de los Estados Unidos de 2020.

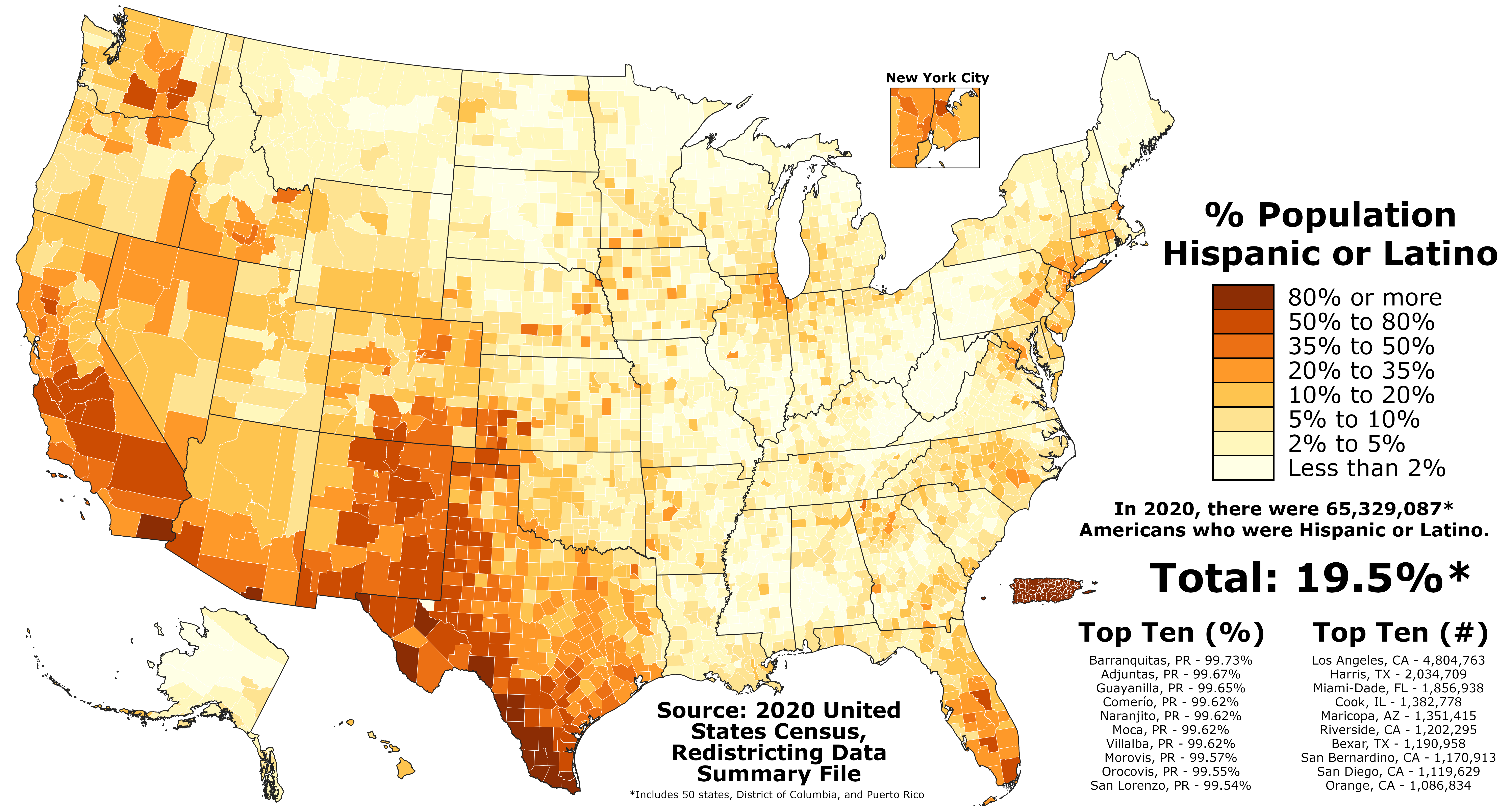
Proporción de hispanos y latinoamericanos en cada condado de los cincuenta estados, el distrito de Columbia y Puerto Rico según el censo de los Estados Unidos de 2020.

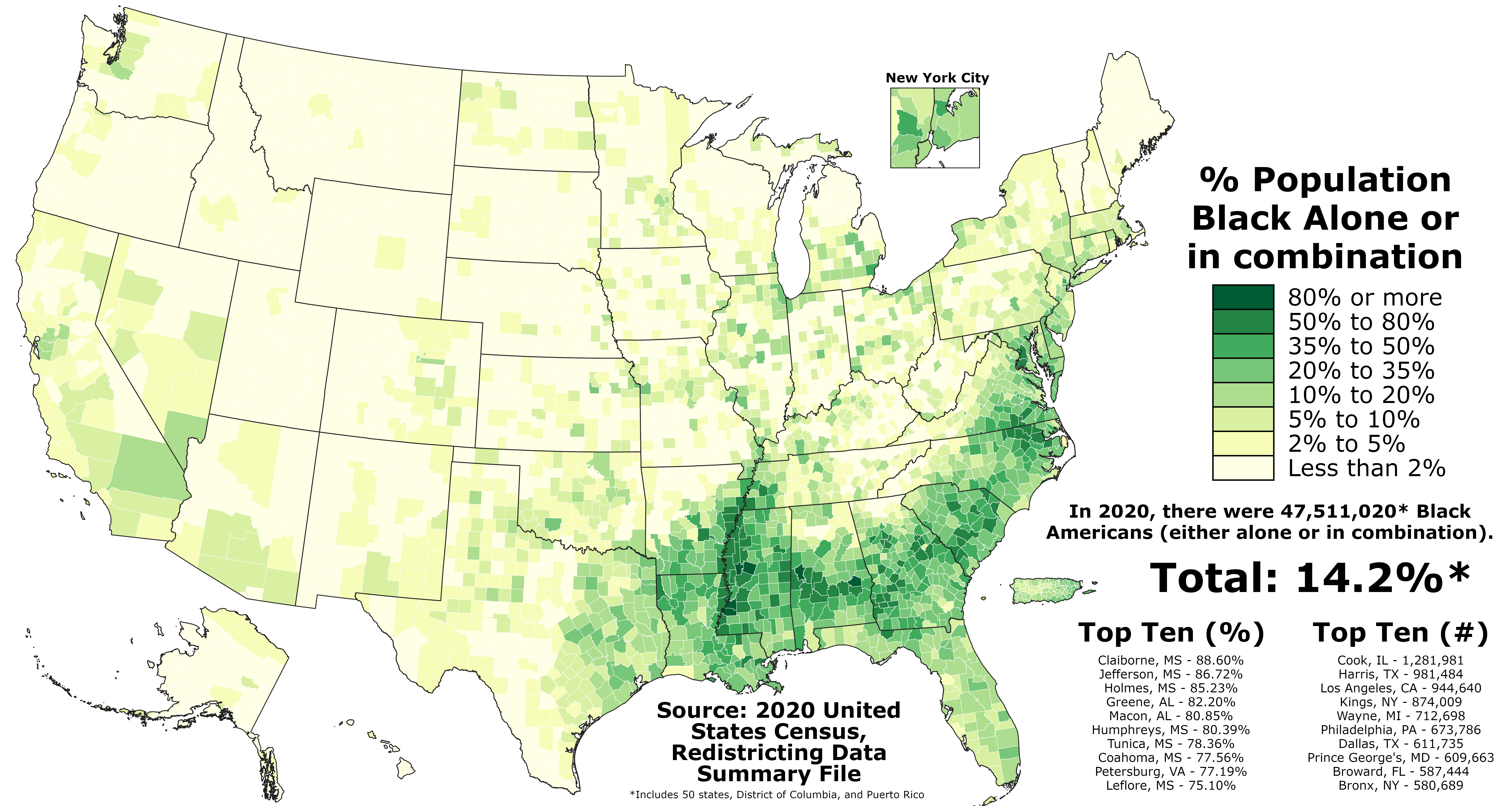
Proporción de afroestadounidenses en cada condado de los cincuenta estados, el distrito de Columbia y Puerto Rico según el censo de los Estados Unidos de 2020.

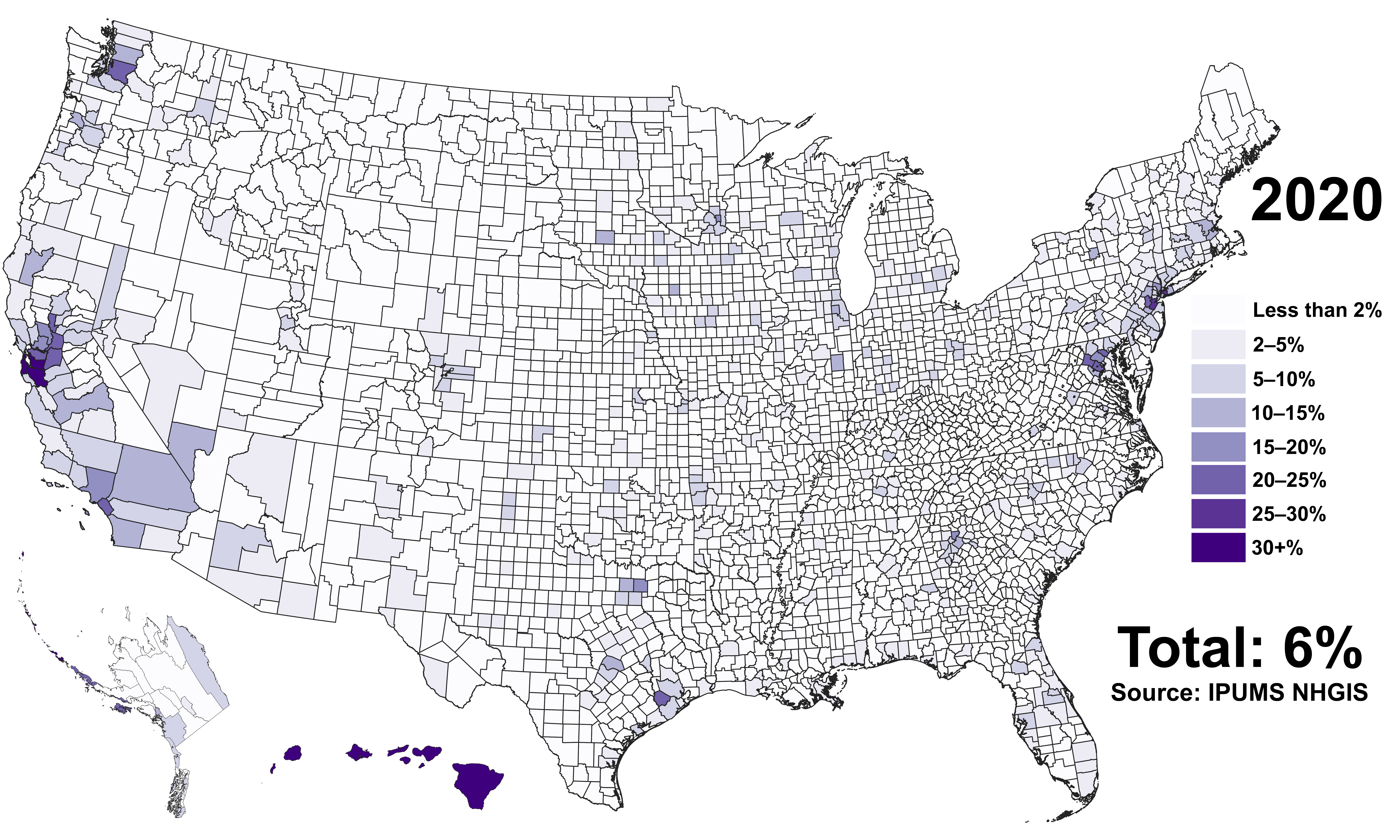
Proporción de asiáticos estadounidenses en cada condado de los cincuenta estados, el distrito de Columbia y Puerto Rico según el censo de los Estados Unidos de 2020.

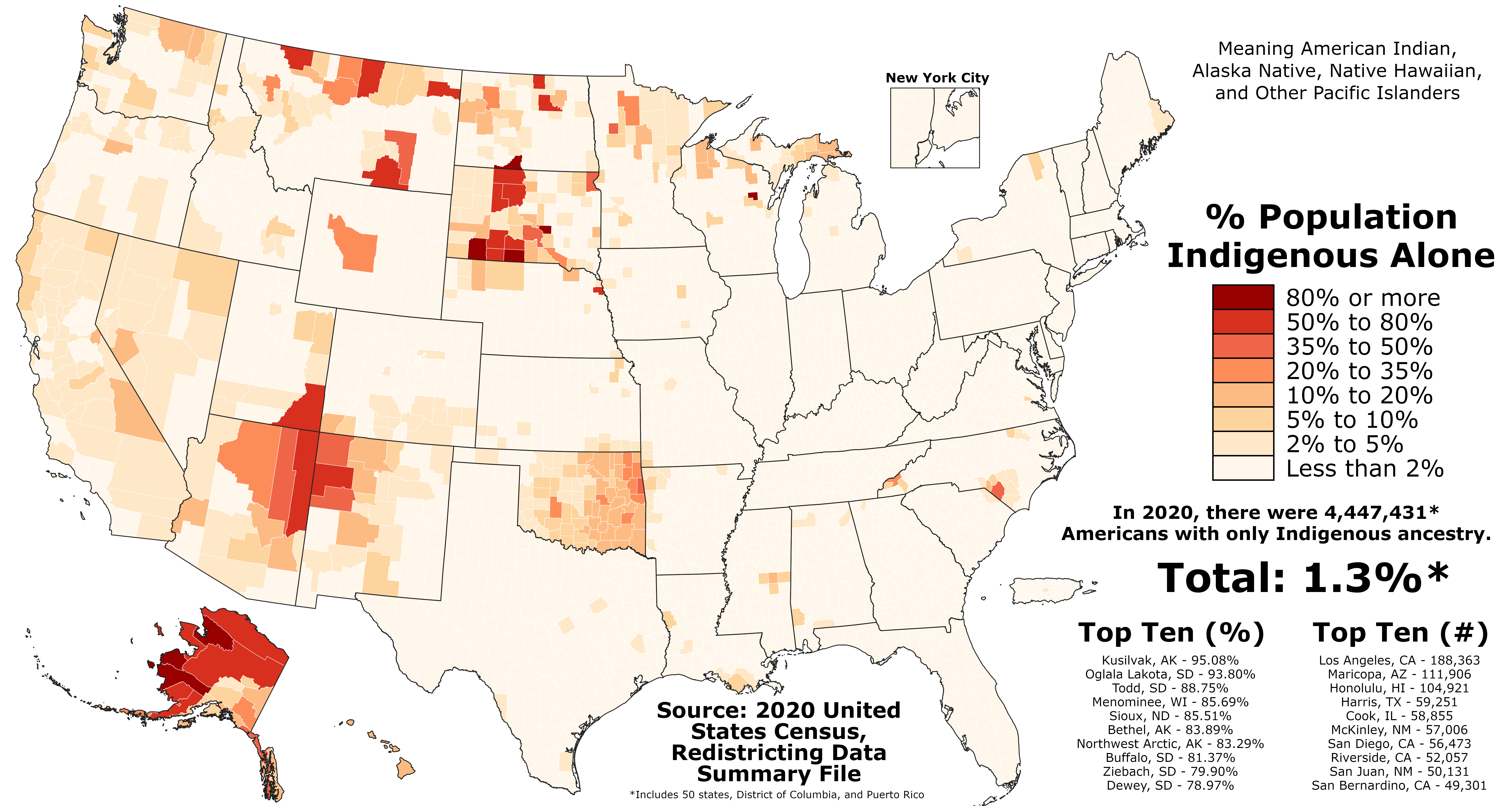
Proporción de indígenas estadounidenses en cada condado de los cincuenta estados, el distrito de Columbia y Puerto Rico según el censo de los Estados Unidos de 2020.

El censo de 2020 presentó diseños similares a los censos de 2000 y 2010. Posteriormente, la Oficina del Censo se adhirió a los estándares de la OMB de 1997 y, por lo tanto, utilizó dos preguntas separadas para recopilar datos sobre raza y etnia. Sin embargo, hubo mejoras en la redacción de las preguntas sobre raza y etnia dentro de las pautas de la OMB, que mejorarían la claridad para los encuestados.
La pregunta de origen hispano incluía las mismas casillas de verificación que el censo de 2010 ("Mexicano, Mexicano Am., Chicano", "Puertorriqueño", "Cubano"), junto con "Sí, otro origen hispano, latino o español". Bajo esta categoría surgieron dos cambios. El primero fue el cambio de "Imprimir origen, por ejemplo" a "Imprimir, por ejemplo". La eliminación de la palabra origen se debió a la confusión encuestada y a los significados diferenciadores que tiene el origen para los encuestados o los distintos orígenes. Además, la Oficina del Censo actualizó las instrucciones escritas para la categoría "Alguna otra raza" e incluyó la instrucción "Imprimir raza", pero cambió la instrucción para que diga "Imprimir raza u origen" para que coincida con la instrucción principal a "Marcar ☒ una o más casillas Y orígenes impresos".
Según la Oficina del Censo de los Estados Unidos, como resultado de una retroalimentación significativa, se incluyeron una respuesta detallada por escrito y un ejemplo para los "blancos" y los "negros o africanos". categorías raciales para compensar un horizonte más amplio de identidades. También hubo seis grupos de ejemplo para cada una de las categorías raciales "Blanco", "Negro o afroamericano" e "Indio americano o nativo de Alaska". Además, después de 100 años, el término "negro" se eliminó del censo de 2020, ya que una gran parte de los encuestados abogó por su eliminación. En cambio, la categoría cambió de "negro, afroamericano o negro" a "negro o afroamericano". sobre cuestionarios en papel e instrumentos electrónicos.
La identificación del término afroamericano se produjo por primera vez en el censo de 2000, lo que refleja una larga historia de terminología ofensiva desde el inicio de los censos. El censo de 1790 incluyó otras "personas libres" por color y "esclavos". De 1850 a 1880, los códigos para empadronadores eran generalmente negros (B) y mulatos (M). En 1900, no había categorías específicas en el formulario de listado del censo, y las instrucciones requerían que los enumeradores enumeraran "B" para "Negro (o negro o ascendencia de negro)", mostrando la primera aparición del controvertido término "Negro". En 1930, hubo instrucciones específicas que usaron el término "Negro". Las personas mixtas debían contarse como "negras" sin importar cuán pequeña fuera la proporción de sangre, también conocida como la regla de una gota. No fue sino hasta 1970 que apareció el término negro en un formulario del censo, y en 1990 se eliminó el enumerador de color.
El siguiente cambio fue reordenar los grupos de ejemplo de "argentino, colombiano, dominicano, nicaragüense, salvadoreño, español, etc." a "salvadoreño, dominicano, colombiano, guatemalteco, español, ecuatoriano, etc." para reflejar la diversidad geográfica cada vez mayor de la categoría hispana o latina y las variaciones en las sumas de población cada año.
| Raza y origen hispano                          | 2010   | 2020   | ¿Hay una diferencia significativa entre 2020 y 2010? |
| ---------------------------------------------- | ------ | ------ | ---------------------------------------------------- |
| Total                                          | 0.01   | -0.24  |                                                      |
| Raza solo o en combinación                     |        |        |                                                      |
| Blanco                                         | 0.54*  | 0.66*  | No                                                   |
| Blanco no hispano solo                         | 0.83*  | 1.64*  | Si                                                   |
| Negro o afroamericano                          | -2.06* | -3.30* | No                                                   |
| Asiático                                       | 0.00   | 2.62*  | Si                                                   |
| Indio americano o nativo de Alaska             | -0.15  | -0.91* | No                                                   |
| En reserva                                     | -4.88* | -5.64* | No                                                   |
| Áreas de indios americanos fuera de la reserva | 3.86   | 3.06   | No                                                   |
| Saldo de los Estados Unidos                    | 0.05   | -0.86* | No                                                   |
| Nativo hawaiano u otro isleño del Pacífico     | -1.02  | 1.28   | No                                                   |
| Alguna Otra Raza                               | -1.63* | -4.34* | Si                                                   |
| Hispano o latino                               | -1.54* | -4.99* | Si                                                   |

Aunque se abordaron los problemas de las preguntas de identificación del origen, la precisión del censo de 2020 muestra recuentos insuficientes y excesivos de personas negras, latinas y nativas americanas según el trabajo realizado por Robert Santos, el actual director de la Oficina del Censo de los Estados Unidos. Una encuesta de seguimiento concluyó que el conteo incorrecto de niños menores de cinco años y que los indios americanos y los nativos de Alaska que vivían en reservas seguían teniendo la tasa neta de conteo insuficiente más alta, similar a la de 2010. Uno de los factores principales de la información tergiversada en el censo de 2020 es la pandemia de coronavirus, que causó retrasos notables en la Encuesta posterior a la enumeración de la oficina. La Encuesta Post-Enumeración se utiliza para determinar qué tan precisos son los resultados del censo e informar la planificación para el próximo conteo nacional en 2030. 
Además, persistieron las discrepancias debido a las irrefutables variables de retrasos en el trabajo de campo, migración de muchos estudiantes universitarios y otros, y algunos encuestados no respondieron las preguntas necesarias para que la encuesta Post-Enumeración coincidiera con el censo. Periodista estadounidense del New York Times, atribuye a los alojamientos grupales, como los dormitorios universitarios, los centros de atención a largo plazo y las prisiones, que tienen las contingencias más grandes en la cuenta, ya que la pandemia empujó a muchos estudiantes universitarios a regresar a casa, lo que dificulta contarlos en los dormitorios. o apartamentos donde normalmente habrían estado.

### Hispano o latino
Traduciendo el conjunto de datos, la diferencia de 3,45 en el error de cobertura neta para la categoría hispana o latina resulta muy problemática, pero es un ávido reflejo de los cambios sísmicos en los Estados Unidos. Los inmigrantes mexicanos han estado en el centro de una de las migraciones masivas más grandes de la historia contemporánea, alcanzando un máximo de 12,8 millones en 2007, pero desde entonces han disminuido, según informa el Centro de Investigación PEW. El razonamiento predominante son los cambios en la autoridad política y la pandemia de coronavirus que resulta en cambios de política. Más específicamente, los inmigrantes que ingresan a través de una residencia legal permanente (tarjeta verde), las visas que se quedan más tiempo y las detenciones han cambiado drásticamente la entrada y salida de datos.
El Centro de Investigación PEW también descubrió que la cantidad de inmigrantes que ingresaron a los EE. UU. en el año fiscal 2020 a través de una "tarjeta verde" disminuyó un 45 % con respecto al año anterior, sobre todo durante el inicio de la pandemia. Además, el número total de visas de no inmigrante procesadas en México por el Departamento de Estado de los EE. UU. disminuyó 35 % en comparación con el año anterior, de alrededor de 1.5 millones en 2019 a alrededor de 960 000 en 2020. Las visas temporales se procesaron para turismo, negocios, o cruzar la frontera. No incluían autorización de trabajo.
En consecuencia, debido a cambios políticos, las detenciones de inmigrantes mexicanos no autorizados aumentaron considerablemente después de que comenzó la pandemia en 2020. En el año fiscal 2020, la cantidad de detenciones de adultos mexicanos en la frontera entre Estados Unidos y México alcanzó nuevos niveles altísimos bajo el expresidente Donald Trump. Hubo 253 118 encuentros de este tipo, un 52 % más que los 166.458 del año anterior. Ahora, bajo el presidente Joe Biden, que anuló leyes de inmigración récord formuladas bajo Donald Trump, la cantidad de deportaciones y detenciones está sujeta a cambios para el censo de 2030.
Bajo la administración de Biden, la cantidad de personas que recibieron una tarjeta verde disminuyó de alrededor de 240 000 en el segundo trimestre del año fiscal 2020 a alrededor de 79 000 en el tercer trimestre. Sin embargo, Biden ha propuesto proporcionar un camino para que los inmigrantes indocumentados en los Estados Unidos permanezcan y obtengan un estatus legal. Con respecto a los refugiados, EE. UU. admitió solo 11 411 refugiados en el año fiscal 2021 según el Centro de Investigación Pew. El bajo número de admisiones apareció después de que la administración Biden elevó el número máximo de refugiados que la nación podía admitir a 62 500 en el año fiscal 2021 y 125 000 para el año fiscal 2022.

## Comparabilidad
La Oficina del Censo previene que los datos sobre raza en el censo de 2000 no son directamente comparables con aquellos recogidos en censos previos. Las regulaciones que requieren la nueva lengua fueron publicadas por la Oficina de Regulación y Presupuesto en el Registro Federal en 1997. En 2001, el Instituto Nacional de Salud adoptó el nuevo lenguaje para cumplir con la Directiva 15.
Es importante tener en cuenta que las autoidentificaciones raciales en el censo de Estados Unidos son categorías opcionales que la gente puede o no elegir contestar. Gente con origen hispano o latino, por ejemplo, pueden sentirse en conflicto sobre qué categoría racial seleccionar. Algunos prefieren indicar una herencia multirracial, pero usando términos diferentes al de la forma del censo, tales como mestizo y mulato. Algunos de hecho pueden estar inseguros sobre sus orígenes raciales. En la ausencia de una opción racial que se acomode a su propio entendimiento, más del 40 por ciento de los latinos marcarían "Otro" para su raza. En respuesta a esta tendencia, para el censo de 2010 se planea eliminar la categoría "Alguna otra raza".

## Texto actual del censo
En los Estados Unidos cada diez años el Gobierno realiza un censo donde se establecen legalmente nuevas definiciones étnicas. Las definiciones étnicas generadas en el censo de 2000 son las siguientes:
| En español | En inglés |
| --- | --- |
| La Oficina de Administración y Presupuesto "debe utilizar un mínimo de dos orígenes étnicos: «hispano o latino» o «no hispano o latino»" | The Office of Management and Budget "is required to use a minimum of two ethnicities: «Hispanic or Latino» or «not Hispanic or Latino»                                                       |
| La Oficina de Administración y Presupuesto define al hispano o latino como "persona de cultura u origen cubano, mexicano, dominicano, puertorriqueño, colombiano, sudamericano, centroamericano o cualquier otra cultura u origen de raíz española independientemente de la raza" | "The O.M.G. defines Hispanic or Latino as 'a person of Cuban, Mexican, Dominican, Puerto Rican, Colombian, South or Central American or other Spanish culture or origin regardless of race." |
| "El Gobierno federal considera la raza y el origen hispano como dos conceptos separados y diferenciados". | "The federal government considers race and Hispanic origin to be two separate and distinct concepts."                                                                                        |
| "Los hispanos que hayan descrito su raza como negra (o cualquier otra raza) únicamente, o conjuntamente con otras razas, aparecen incluidos en las estadísticas para la raza negra (o dicha raza)."                                                                               | "Hispanics who reported their race as Black (or any race), either alone or in combination with one or more races, are included in numbers for Blacks (that race)."                           |